# Encarsia smithi
Encarsia smithi är en stekelart som först beskrevs av Filippo Silvestri 1926.  Encarsia smithi ingår i släktet Encarsia och familjen växtlussteklar. Inga underarter finns listade i Catalogue of Life.